# Oddone IV di Borgogna
Oddone IV di Borgogna, in francese Eudes IV de Bourgogne (1295 – Sens, 3 aprile 1349) fu duca di Borgogna, dal 1315 alla sua morte e Conte consorte di Borgogna e di Artois, dal 1330 al 1347.

## Origine
Secondo la Histoire des ducs de Bourgogne de la race capétienne, vol. VI, Oddone era il terzo figlio maschio di Roberto II, Duca di Borgogna e re titolare di Tessalonica, e della moglie Agnese di Francia (1260-1325). 

Blasone del Ducato di Borgogna.

## Biografia
Suo padre, Roberto II, fu incaricato di importanti missioni dai re di Francia, Filippo III l'Ardito e Filippo il Bello. Da quest'ultimo fu nominato gran ciambellano di Francia.
Nel 1297 Filippo il Bello lo scelse per una delicata missione a Roma, per cui Roberto fece testamento, nominando suo successore il secondo figlio maschio Ugo (il primo, Giovanni, era morto bambino), e affidando la reggenza alla moglie, Agnese di Francia, sinché Ugo non avesse raggiunto la maggior età, citando inoltre Oddone, tra i figli ancora in vita, a cui concesse la signoria di Saint-Romain

Prima della morte di suo fratello Ugo V, Oddone portò lo stemma di suo zio Oddone di Nevers, con la bordatura dentellata

Nel 1305 Roberto II si ammalò e morì il 21 marzo 1306. 
Come stabilito, Agnese divenne reggente, sino al 9 novembre 1311, come ci viene confermato dalla Histoire des ducs de Bourgogne de la race capétienne, vol. VII).
Ugo V morì il 9 maggio 1315 e fu inumato nell'Abbazia di Cîteaux, accanto ai suoi predecessori. Nel titolo di duca di Borgogna gli succedette Oddone, come Oddone IV.
Nel 1314 la sorella di Oddone, Margherita, che secondo la Histoire des ducs de Bourgogne de la race capétienne, vol. VI, era moglie dell'erede al trono di Francia, Luigi, detto il Testardo o l'Attaccabrighe, figlio del re di Francia e di Navarra Filippo IV, detto il Bello, venne incarcerata per ordine del suocero con l'accusa di adulterio; nel successivo processo fu ritenuta colpevole di adulterio con il cavaliere normanno Philippe d'Aunay fin dal 1311 e per questo fu ripudiata nel 1315. A causa dell'adulterio, anche la legittimità della figlia di Margherita, Giovanna, fu messa in discussione, ma Ugo V prima e Oddone poi, affiancati dalla madre, Agnese di Francia, si batterono, specialmente dopo la morte di Margherita (aprile 1315), perché fossero garantiti i diritti della nipotina Giovanna a diventare regina sia di Francia che di Navarra. 
Alla morte del padre di Giovanna, Luigi X (5 giugno 1316), il fratello di questi, e zio di Giovanna, Filippo il Lungo, conte di Poitiers, fu prima nominato reggente e poi eletto re, privando Giovanna dei suoi diritti.
Oddone IV, affiancato sempre dalla madre, Agnese, sollecitò l'appoggio dei feudatari di Borgogna, Fiandre e Artois, per difendere i diritti della piccola Giovanna, ma inutilmente in quanto i feudatari sancirono che una donna non poteva accedere al trono di Francia. Dovette quindi cedere, ottenendo però in compenso per la nipote una rendita di 15.000 lire tornesi e la promessa delle contee di Champagne e di Brie se Filippo fosse morto senza discendenti maschi.
Nel 1318 Oddone sposò Giovanna di Francia (1308 † 1347), figlia di Filippo e della contessa Giovanna II di Borgogna, quindi erede delle contee di Borgogna e d'Artois; il contratto di matrimonio era stato siglato a Nogent-sur-Seine il 29 settembre 1316 e, dopo aver ottenuto la dispensa papale per via della consanguineità, il matrimonio fu celebrato a Parigi il 18 giugno 1318, contemporaneamente al matrimonio di sua nipote Giovanna col conte d'Évreux, Filippo; Giovanna di Francia aveva da poco compiuto dieci anni. Anche il Continuatio Chronici Guillelmi de Nangiaco ricorda il matrimonio della primogenita del re Filippo V col duca di Borgogna, prima nel 1317 e poi, nel 1318, nella festa della Trinità, ricordando anche il matrimonio di Giovanna, figlia di Luigi X e di Margherita di Borgogna, quindi nipote sia di Filippo V che di Oddone IV, con Filippo, figlio del Conte d'Évreux, Luigi di Francia; questi due matrimoni, nel giorno della festa della Trinità (18 aprile) sono ricordati anche dalla Chronique parisienne anonyme du XIVe siècle.
Nel 1316, alla morte di suo fratello Luigi, Oddone aveva ereditato il titolo nominale di re titolare di Tessalonica, che il 21 aprile 1321 cedette a Luigi di Borbone, assieme al titolo di principe di Acaia e di Morea.
Nel 1322 morì il suocero di Oddone, Filippo V il Lungo, senza eredi maschi, e Oddone reclamò i troni di Francia e Navarra per la moglie Giovanna, in quanto primogenita di Filippo V; ma ancora una volta a una femmina non fu permesso di diventare regina, ed il trono fu appannaggio del fratello minore di Filippo V, Carlo IV il Bello.
Il 19 dicembre 1325 morì la madre di Oddone, Agnese, e fu sepolta accanto al marito, Roberto II, nell'Abbazia di Cîteaux.
Nel 1328 morì Carlo il Bello, re di Francia e di Navarra, anch'egli senza eredi maschi, ma con la sua vedova, Giovanna d'Évreux, incinta. In attesa del termine la gravidanza fu nominato reggente Filippo di Valois, marito di Giovanna di Borgogna, sorella di Oddone IV, e capetingio di linea maschile, figlio di Carlo di Valois, fratello del re di Francia, Filippo IV il Bello. Quando Giovanna d'Évreux diede luce a un'altra femmina, Filippo di Valois fu eletto re di Francia con il nome di Filippo VI, divenendo il primo re della casa Valois. 
Venendo eletto a re di Francia, Filippo VI accontentò le pretese della nipote di Oddone, Giovanna II di Navarra, figlia primogenita di Luigi X l'Attaccabrighe, e le riconobbe i diritti sulla corona di Navarra (Giovanna, in cambio, dovette rinunciare ai suoi diritti sulla corona di Francia e cedere le contee di Champagne e di Brie al dominio reale francese e come compensazione accettò le contee di Angoulême e di Mortain).
Sempre nel 1328, Matilde, contessa d'Artois e nonna della moglie di Oddone, Giovanna, redasse un testamento esprimendo tra le altre la volontà che Giovanna ereditasse la contea di Artois alla morte di sua madre, Giovanna II di Borgogna.
Oddone IV servì lealmente il nuovo re di Francia, suo cognato, Filippo VI di Valois, dopo che era stato incoronato il 29 maggio 1328.
Nel 1330 morì Giovanna II di Borgogna e Oddone ereditò, con la moglie, i titoli di conte di Borgogna e d'Artois.
Il re d'Inghilterra, Edoardo III, figlio di Isabella di Francia, sorella di Carlo IV il Bello, nel 1328 aveva avanzato diritti sulla corona francese; dopo che i baroni francesi avevano preferito il Valois ad un re straniero. a partire dal 1337 cominciò a mettere in discussione questa decisione, dando inizio alla Guerra dei cent'anni. Oddone si schierò col cognato, Filippo VI. 
Nel 1340, durante la guerra dei cent'anni, Oddone partecipò a fianco del figlio, Filippo di Borgogna, ai combattimenti in difesa della città di Saint-Omer nella contea d'Artois, dagli assalti delle truppe di Roberto III d'Artois e dei fiamminghi), alleati di Edoardo III d'Inghilterra. Poi combatté gli inglesi, nel 1346, in Guascogna. Durante l'assedio del castello d'Aiguillon, condotto dal nipote di Oddone, futuro re di Francia con il nome di Giovanni il Buono, il figlio di Oddone, Filippo, subì gravi ferite per una caduta del suo cavallo, che lo trascinò a terra e lo schiacciò sotto il peso del proprio corpo; a seguito delle ferite riportate, morì il 22 settembre di quello stesso anno. Secondo la Histoire des ducs de Bourgogne de la race capétienne, vol. VIII, Filippo morì l'11 agosto e; il cadavere fu portato ad Agen e l'assedio fu tolto il 20 agosto.
Dopo la morte di Filippo, Oddone aveva un solo erede maschio, il figlio bambino di Filippo, anche lui di nome Filippo. Oddone fece testamento designandolo come unico suo erede, e se fosse morto senza lasciare eredi, sarebbero subentrate nei titoli, prima sua sorella, Bianca, contessa di Savoia e poi sua sorella, Giovanna, regina di Francia.
Nel 1347 morì la moglie di Oddone, Giovanna di Francia o Giovanna III di Borgogna, e i titoli di conte di Borgogna e d'Artois passarono a Filippo di Rouvres, che era sotto la sua tutela.
Oddone morì il 3 aprile 1349 e fu tumulato nell'Abbazia di Cîteaux, lasciando erede del titolo di duca di Borgogna il nipotino Filippo.

## Discendenza
Eudes IV e Giovanna III ebbero sei figli, quattro dei quali nacquero morti o morirono dopo poche settimane, nel 1322, 1327, 1330 e 1335. Gli unici che vissero furono:
- Filippo di Borgogna (1323-1346), conte di Alvernia e di Boulogne, che premorì ai genitori[28]
- Giovanni (1325 † 1327)[29].

## Ascendenza
|                        |                       |                                    | Genitori                  |  |  | Nonni |  |  | Bisnonni               |  |  | Trisnonni           |  |
|                        |                       |                                    |                           |  |  |       |  |  | Oddone III di Borgogna |  |  | Ugo III di Borgogna |  |
|                        |                       |                                    |                           |  |  |       |  |  | Oddone III di Borgogna |  |  | Ugo III di Borgogna |  |
|                        |                       | Alice di Lorena                    |                           |  |  |       |  |  | Oddone III di Borgogna |  |  |                     |  |
| Ugo IV di Borgogna     |                       |                                    |                           |  |  |       |  |  | Oddone III di Borgogna |  |  |                     |  |
|                        |                       | Alice di Vergy                     | Ugo di Vergy              |  |  |       |  |  |                        |  |  |                     |  |
|                        |                       | Alice di Vergy                     | Ugo di Vergy              |  |  |       |  |  |                        |  |  |                     |  |
|                        |                       | Alice di Vergy                     | Gillette di Trainel       |  |  |       |  |  |                        |  |  |                     |  |
| Roberto II di Borgogna |                       | Alice di Vergy                     |                           |  |  |       |  |  |                        |  |  |                     |  |
|                        |                       | Roberto III di Dreux               | Roberto II di Dreux       |  |  |       |  |  |                        |  |  |                     |  |
|                        |                       | Roberto III di Dreux               | Roberto II di Dreux       |  |  |       |  |  |                        |  |  |                     |  |
|                        |                       | Roberto III di Dreux               | Iolanda di Coucy          |  |  |       |  |  |                        |  |  |                     |  |
| Yolanda di Dreux       |                       | Roberto III di Dreux               |                           |  |  |       |  |  |                        |  |  |                     |  |
|                        |                       | Aénor di Saint-Valéry              | Tommaso di Saint-Valéry   |  |  |       |  |  |                        |  |  |                     |  |
|                        |                       | Aénor di Saint-Valéry              | Tommaso di Saint-Valéry   |  |  |       |  |  |                        |  |  |                     |  |
|                        |                       | Aénor di Saint-Valéry              | Adele di Ponthieu         |  |  |       |  |  |                        |  |  |                     |  |
| Oddone IV di Borgogna  |                       | Aénor di Saint-Valéry              |                           |  |  |       |  |  |                        |  |  |                     |  |
|                        | Luigi VIII di Francia | Filippo II di Francia              |                           |  |  |       |  |  |                        |  |  |                     |  |
|                        | Luigi VIII di Francia | Filippo II di Francia              |                           |  |  |       |  |  |                        |  |  |                     |  |
|                        | Luigi VIII di Francia | Isabella di Hainaut                |                           |  |  |       |  |  |                        |  |  |                     |  |
| Luigi IX di Francia    | Luigi VIII di Francia |                                    |                           |  |  |       |  |  |                        |  |  |                     |  |
|                        |                       | Bianca di Castiglia                | Alfonso VIII di Castiglia |  |  |       |  |  |                        |  |  |                     |  |
|                        |                       | Bianca di Castiglia                | Alfonso VIII di Castiglia |  |  |       |  |  |                        |  |  |                     |  |
|                        |                       | Bianca di Castiglia                | Eleonora d'Inghilterra    |  |  |       |  |  |                        |  |  |                     |  |
| Agnese di Francia      |                       | Bianca di Castiglia                |                           |  |  |       |  |  |                        |  |  |                     |  |
|                        |                       | Raimondo Berengario IV di Provenza | Alfonso II di Provenza    |  |  |       |  |  |                        |  |  |                     |  |
|                        |                       | Raimondo Berengario IV di Provenza | Alfonso II di Provenza    |  |  |       |  |  |                        |  |  |                     |  |
|                        |                       | Raimondo Berengario IV di Provenza | Garsenda di Provenza      |  |  |       |  |  |                        |  |  |                     |  |
| Margherita di Provenza |                       | Raimondo Berengario IV di Provenza |                           |  |  |       |  |  |                        |  |  |                     |  |
|                        |                       | Beatrice di Savoia                 | Tommaso I di Savoia       |  |  |       |  |  |                        |  |  |                     |  |
|                        |                       | Beatrice di Savoia                 | Tommaso I di Savoia       |  |  |       |  |  |                        |  |  |                     |  |
|                        |                       | Beatrice di Savoia                 | Margherita di Ginevra     |  |  |       |  |  |                        |  |  |                     |  |
|                        |                       | Beatrice di Savoia                 |                           |  |  |       |  |  |                        |  |  |                     |  |

### Fonti primarie
- (LA)  Monumenta Germaniae Historica, Scriptores, tomus XXIII.
- (LA)  Monumenta Germaniae Historica, Scriptores, Tomus XXIV.
- (LA)  Matthæi Parisiensis, Monachi Sancti Albani, Chronica Majorar, vol. IV.
- (LA)  Recueil des historiens des Gaules et de la France. Tome 20.
- (LA)  Recueil des historiens des Gaules et de la France. Tome 21.
- (LA)  Cartulaire du comté de Ponthieu.
- (LA)  Chronique parisienne anonyme du XIVe siècle.
- (LA)  Diplomatum Belgicorum Nova Collectio Sive Supplementum Ad Opera Diplomatica

### Letteratura storiografica
- Hilda Johnstone, "Francia: gli ultimi Capetingi", cap. XV, vol. VI (Declino dell'impero e del papato e sviluppo degli stati nazionali) della Storia del Mondo Medievale, 1999, pp. 569–607.
- A. Coville, "Francia: la guerra dei cent'anni (fino al 1380)", cap. XVI, vol. VI (Declino dell'impero e del papato e sviluppo degli stati nazionali) della Storia del Mondo Medievale, 1999, pp. 608–641.
- (FR)  Histoire des ducs de Bourgogne de la race capétienne, tome VI.
- (FR)  Histoire des ducs de Bourgogne de la race capétienne, tome VII.
- (FR)  Histoire des ducs de Bourgogne de la race capétienne, tome VIII.
- (FR)  Histoire généalogique des ducs de Bourgogne de la maison de France.